# Золотая малина (премия, 2002)
22-я церемония объявления лауреатов премии «Золотая малина» за сомнительные заслуги в области кинематографа за 2001 год состоялась 23 марта 2002 года в «Abracadabra Theatre», Magicopolis (Санта-Моника, Калифорния).

## Статистика
| Фильм                                             | номинации | победы |
| ------------------------------------------------- | --------- | ------ |
| Пошёл ты, Фредди! / Freddy Got Fingered           | 8         | 5      |
| Гонщик / Driven                                   | 7         | 1      |
| Блеск / Glitter                                   | 6         | 1      |
| Перл-Харбор / Pearl Harbor                        | 6         | -      |
| 3000 миль до Грейсленда / 3000 Miles to Graceland | 5         | -      |
| Планета обезьян / Planet of the Apes              | 3         | 3      |
| Город и деревня / Town & Country                  | 3         | 1      |
| Сладкий ноябрь / Sweet November                   | 3         | -      |

## Список лауреатов и номинантов
Победители выделены отдельным цветом. 
| Категории                         | Лауреаты и номинанты                                                                   | Лауреаты и номинанты                                                                    | Лауреаты и номинанты |
| --------------------------------- | -------------------------------------------------------------------------------------- | --------------------------------------------------------------------------------------- | --- |
| Худший фильм                      | • Пошёл ты, Фредди / Freddy Got Fingered (20th Century-Fox)                            | • Пошёл ты, Фредди / Freddy Got Fingered (20th Century-Fox)                             | • Пошёл ты, Фредди / Freddy Got Fingered (20th Century-Fox)                                                                     |
| Худший фильм                      | • 3000 миль до Грейсленда / 3000 Miles to Graceland (Franchise Pictures, Warner Bros.) |                                                                                         | |
| Худший фильм                      | • Гонщик / Driven (Franchise Pictures, Warner Bros.)                                   |                                                                                         | |
| Худший фильм                      | • Блеск / Glitter (20th Century-Fox, Columbia Pictures)                                |                                                                                         | |
| Худший фильм                      | • Пёрл-Харбор / Pearl Harbor (Touchstone, Disney)                                      |                                                                                         | |
| Худший ремейк или сиквел          | • Планета обезьян / Planet of the Apes                                                 | • Планета обезьян / Planet of the Apes                                                  | • Планета обезьян / Planet of the Apes                                                                                          |
| Худший ремейк или сиквел          | • Крокодил Данди в Лос-Анджелесе / Crocodile Dundee in Los Angeles                     |                                                                                         | |
| Худший ремейк или сиквел          | • Парк Юрского периода III / Jurassic Park III                                         |                                                                                         | |
| Худший ремейк или сиквел          | • Пёрл-Харбор / Pearl Harbor                                                           |                                                                                         | |
| Худший ремейк или сиквел          | • Сладкий ноябрь / Sweet November                                                      |                                                                                         | |
| Худшая мужская роль               | Том Грин                                                                               | • Том Грин — «Пошёл ты, Фредди» (за роль Гордона «Горда» Броди)                         | • Том Грин — «Пошёл ты, Фредди» (за роль Гордона «Горда» Броди)                                                                 |
| Худшая мужская роль               | Том Грин                                                                               | • Кевин Костнер — «3000 миль до Грейсленда» (за роль Томаса Дж. Мерфи)                  | |
| Худшая мужская роль               | Том Грин                                                                               | • Джон Траволта —                                                                       | «Скрытая угроза» (за роль Фрэнка Моррисона), Пароль «Рыба-меч» (за роль Гэбриэла Шира)                                          |
| Худшая мужская роль               | Том Грин                                                                               | • Киану Ривз —                                                                          | «Хардбол» (за роль Конора О’Нила), «Сладкий ноябрь» (за роль Нельсона Мосса)                                                    |
| Худшая мужская роль               | Том Грин                                                                               | • Бен Аффлек — «Пёрл-Харбор» (за роль капитана Рэйфа Маккуоли)                          | |
| Худшая женская роль               | Мэрайя Кэри                                                                            | • Мэрайя Кэри — «Блеск» (за роль Билли Франк)                                           | • Мэрайя Кэри — «Блеск» (за роль Билли Франк)                                                                                   |
| Худшая женская роль               | Мэрайя Кэри                                                                            | • Дженнифер Лопес —                                                                     | «Глаза ангела» (за роль Шэрон Поге), «Свадебный переполох» (за роль Мэри Фиоре)                                                 |
| Худшая женская роль               | Мэрайя Кэри                                                                            | • Пенелопа Крус —                                                                       | «Кокаин» (за роль Мирты Джанг), «Выбор капитана Корелли» (за роль Пелагии), «Ванильное небо» (за роль Софии Серрано)            |
| Худшая женская роль               | Мэрайя Кэри                                                                            | • Анджелина Джоли —                                                                     | «Лара Крофт: Расхитительница гробниц» (за роль Лары Крофт), «Соблазн» (за роль Джулии Расселл / Бонни Кастл)                    |
| Худшая женская роль               | Мэрайя Кэри                                                                            | • Шарлиз Терон — «Сладкий ноябрь» (за роль Сары Дивер)                                  | |
| Худшая мужская роль второго плана | Чарлтон Хестон                                                                         | • Чарлтон Хестон —                                                                      | «Кошки против собак» (за озвучивание мастифа), «Планета обезьян» (за роль Зауса), «Город и деревня» (за роль мистера Клейборна) |
| Худшая мужская роль второго плана | Чарлтон Хестон                                                                         | • Бёрт Рейнольдс — «Гонщик» (за роль клона Карла Генри)                                 | |
| Худшая мужская роль второго плана | Чарлтон Хестон                                                                         | • Сильвестр Сталлоне — «Гонщик» (за роль Джо Танто)                                     | |
| Худшая мужская роль второго плана | Чарлтон Хестон                                                                         | • Рип Торн — «Пошёл ты, Фредди» (за роль Джима Броди)                                   | |
| Худшая мужская роль второго плана | Чарлтон Хестон                                                                         | • Макс Бисли — «Блеск» (за роль Джулиана Дайса)                                         | |
| Худшая женская роль второго плана | Эстелла Уоррен                                                                         | • Эстелла Уоррен —                                                                      | «Гонщик» (за роль Софии Симоне), «Планета обезьян» (за роль Даэны)                                                              |
| Худшая женская роль второго плана | Эстелла Уоррен                                                                         | • Кортни Кокс — «3000 миль до Грейсленда» (за роль Сибил Уэйнгроу)                      | |
| Худшая женская роль второго плана | Эстелла Уоррен                                                                         | • Дрю Бэрримор — «Пошёл ты, Фредди»                                                     | |
| Худшая женская роль второго плана | Эстелла Уоррен                                                                         | • Джули Хагерти — «Пошёл ты, Фредди» (за роль Джули Броди)                              | |
| Худшая женская роль второго плана | Эстелла Уоррен                                                                         | • Голди Хоун — «Город и деревня» (за роль Моны)                                         | |
| Худший режиссёр                   | Том Грин                                                                               | • Том Грин за фильм «Пошёл ты, Фредди»                                                  | • Том Грин за фильм «Пошёл ты, Фредди»                                                                                          |
| Худший режиссёр                   | Том Грин                                                                               | • Ренни Харлин — «Гонщик»                                                               | |
| Худший режиссёр                   | Том Грин                                                                               | • Вонди Кёртис-Холл — «Блеск»                                                           | |
| Худший режиссёр                   | Том Грин                                                                               | • Майкл Бэй — «Пёрл-Харбор»                                                             | |
| Худший режиссёр                   | Том Грин                                                                               | • Питер Челсом и Уоррен Битти — «Город и деревня»                                       | |
| Худший сценарий                   | Том Грин                                                                               | • Том Грин и Дерек Харви — «Пошёл ты, Фредди»                                           | • Том Грин и Дерек Харви — «Пошёл ты, Фредди»                                                                                   |
| Худший сценарий                   | Том Грин                                                                               | • Ричард Рекко и Дэмиен Лихтенштайн — «3000 миль до Грейсленда»                         | |
| Худший сценарий                   | Том Грин                                                                               | • Сильвестр Сталлоне, Ян Скрентни и Нил Табачник — «Гонщик»                             | |
| Худший сценарий                   | Том Грин                                                                               | • Кейт Ланье и Шерил Л. Уэст — «Блеск»                                                  | |
| Худший сценарий                   | Том Грин                                                                               | • Рэндалл Уоллес — «Пёрл-Харбор»                                                        | |
| Худший актёрский дуэт             | Том Грин                                                                               | • Том Грин и любое животное, которое он обижает в фильме «Пошёл ты, Фредди»             | • Том Грин и любое животное, которое он обижает в фильме «Пошёл ты, Фредди»                                                     |
| Худший актёрский дуэт             | Том Грин                                                                               | • Курт Рассел, либо с Кевином Костнером, либо с Кортни Кокс — «3000 миль до Грейсленда» | |
| Худший актёрский дуэт             | Том Грин                                                                               | • Бёрт Рейнольдс и Сильвестр Сталлоне — «Гонщик»                                        | |
| Худший актёрский дуэт             | Том Грин                                                                               | • Мэрайя Кэри и её «декольте» — «Блеск»                                                 | |
| Худший актёрский дуэт             | Том Грин                                                                               | • Бен Аффлек, либо с Кейт Бекинсэйл, либо с Джошом Хартнеттом — «Пёрл-Харбор»           | |